# Bílá nemoc
Bílá nemoc je divadelní hra – drama Karla Čapka z roku 1937. Jde o jedno z děl varujících před nástupem nacismu v Německu a stalo se posléze i jedním z důvodů plánované autorovy perzekuce gestapem.

## Příběh
Na světě se šíří nakažlivá nemoc, která je svými symptomy částečně podobná lepře. Symptomem raného stádia nemoci je bílá skvrna kdekoliv na těle, na dotek chladná, necitlivá. Pozdější fáze nemoci se projevují rozpadem vnějších tkání i vnitřních orgánů za emise silného, nesnesitelného zápachu; každý nakažený člověk pak umírá nejpozději do půl roku od prvních příznaků. Nemoci bylo přiděleno latinské jméno Morbus Tshengi na počest čínského vědce Čenga, který ji před třemi lety jako první objevil. Proti nemoci však dosud nebyl nalezen lék, protože se zatím nepodařilo ani objevit zdroj nemoci (mikrob, virus nebo jiný agens), takže postupně geometrickou řadou stále přibývá nakažených a nemocných – po třech letech je rozšířena ve všech zemích světa. Zvláštností je, že napadá výhradně lidi ve středním a vyšším věku, resp. je jí ohrožen každý člověk nad 40 let. Tento fakt dává vzniknout fámě o jakémsi civilizačním trestu společnosti, kdy bílá nemoc je vymyšlená a má za úkol usmrtit všechny starší lidi, aby se uvolnila pracovní místa i příbytky pro mladé lidi.
Na Lilienthalově klinice dvorní lékařský rada profesor Sigelius podává novináři zevrubnou informaci o nemoci, zvané též jako Pejpinské malomocenství. Po ukončení interview se u prof. Sigelia ohlásí praktický lékař dr. Galén s tím, že má soukromou praxi v chudinské čtvrti a léčí jen za tolik, kolik mu jsou lidé schopni zaplatit; bohaté lidi léčit odmítá. Při praxi se mu podařilo vyvinout vlastní lék proti bílé nemoci, který sám už mnohokrát aplikoval u chudých nemocných se 60% úspěšností a zcela bez recidivy. Protože byl kdysi asistentem zakladatele kliniky dr. Lilienthala (který tehdy dr. Galéna nazýval doktorem Dětinou), žádá prof. Sigelia, zda by mu poskytl možnost aplikovat lék nemocných právě na klinice. Prof. Sigelius to sice zprvu razantně odmítá, obzvlášť když dr. Galén odmítá prozradit složení léku a poskytnout ho klinice k širšímu léčení, ale pak v něm zvítězí lékařská čest a dá k dispozici nemajetné pacienty z pokoje č. 13. Po šesti týdnech jsou pacienti vyléčeni a prof. Sigelius se před významnou návštěvou pochlubí, že jde o výsledky jeho kliniky. Poté však dr. Galén podstoupí interview na chodbě kliniky, kde prohlásí, že lék je jeho vynálezem a že ho poskytne světu jen za podmínky, že mocní lidé světa odmítnou války a státy zavrhnou útočení a ponechají si pouze obranné zbraně. V následném slovním konfliktu prof. Sigelius z kliniky dr. Galéna definitivně vyhodí.
V dramatu se objevuje vůdce národa, označovaný jako „Maršál“, který chce v dohledné době zahájit válku (dobová paralela na Adolfa Hitlera). Maršálovým přítelem je mj. majitel zbrojovky baron Krüg (zvuková podobnost s německým slovem Krieg = válka), který bílou nemocí rovněž onemocní. Dr. Galén, který zažil válku, dá továrníkovi ultimátum – buď nepřestane vyrábět zbraně a pak se musí smířit s bolestivou smrtí, anebo válku veřejně odmítne a ukončí výrobu zbraní, pak ho dr. Galén vyléčí. Maršál si z tohoto důvodu lékaře sám předvolá, ten ale továrníka stále odmítá léčit, pokud Maršál bude dál pokračovat ve zbrojení. Baron Krüg se posléze raději sám zastřelí, což Maršál bere jako vyřešení situace – ale když vzápětí promlouvá k davu a vyhlašuje blízkou „spravedlivou válku“, sám si na prsou objeví bílou skvrnu. Maršálova dcera Anetta a Krügův syn Pavel se ho snaží přesvědčit, aby přijal podmínky dr. Galéna, zrušil vyhlašovanou válku a ohlásil mír. Maršál ve strachu o vlastní život je nakonec ochoten vzdát se plánů na válku a ovládnutí světa. Dr. Galén jde pro lék, cestou zpět k Maršálovi však prochází skrz rozvášněný dav, který se na válku těší – dr. Galén, který proti válce začne hlasitě protestovat, je pak davem napaden a ubit. Zfanatizovaný jedinec z davu vysype obsah doktorova kufříku, nalezené ampulky s lékem pak potměšile rozšlape, zatímco Maršál se ve svém pokoji těší nejen na lék, ale vlastně i na mír, v jehož prosazování bude jejich národ prvními mezi všemi.

## Podrobnější děj hry
Drama o 3 aktech ve 14/15 obrazech (záleží na vydání).

### Hlavní postavy
- dr. Galén
- prof. Sigelius
- Maršál
- baron Krüg
- Anetta, Maršálova dcera
- Pavel, Krügův syn
- otec rodiny
- matka rodiny
- dcera
- syn
- sousedka

### 1. jednání
- Obraz 1: Malomocní popisují chorobu a její projevy. Nejdříve se objeví na těle bílá skvrna, která znecitliví, a poté tato část tkáně z těla nemocného odpadá. Nemocný přitom prožívá velké bolesti a silně páchne.
- Obraz 2: Dvorní rada profesor dr. Sigelius, který vede Lilienthalovu kliniku, debatuje s novinářem o bílé nemoci. Prof. Sigelius popisuje nemoc jako neléčitelnou (jediné, co nemocným podávají, jsou látky proti zápachu a morfium proti bolesti) a je velice hrdý, že se první případ objevil právě na jeho klinice a jeden symptom se jmenuje po něm. Nemoc trvá cca 3–5 měsíců, než nastane smrt. Nemoc postihuje jen osoby starší 40 let. Dr. Sigelius nemůže dát žádnou pozitivní prognózu. Za prof. Sigeliem vzápětí přichází dr. Galén, který na začátku své řeči naznačí, že správnou léčbu v knihách nenašel, a žádá tedy o možnost vyzkoušet jeho metodu léčby. Dr. Sigelius odmítá, ale když se dozví, že byl Dr. Galén nejlepším asistentem jeho předchůdce, tchána Lilienthala, souhlasí, že mu dá možnost metodu vyzkoušet. Následuje pasáž smlouvání podmínek, protože dr. Galén odmítá sdělit metodu, dokud ji nevyzkouší. Prof. Sigelius dr. Galéna i vyhodí, ale ten ho upozorní, že třeba i on bude jednou potřebovat lék na bílou nemoc. Prof. Sigelius tedy přistupuje na podmínky dr. Galéna a na jeho žádost mu svěřuje pokoj 13 s nejchudšími pacienty, kteří za léčbu neplatí. Dr. Galén slibuje výsledky do 6 týdnů, což se zdá nepředstavitelné v kombinaci s minulými komentáři k nemoci.
- Obraz 3: Členové jedné rodiny (otec, matka, dcera, syn – všichni bez jmen) mají různé náhledy na bílou nemoc. Dcera a syn nemoc vítají, protože nemoc pro jejich generaci udělá na světě místo. Otec je v této pasáži proti jejich názorům a obviňuje je ze záměru, aby nechali starší generaci vychcípat. Matka se snaží obě strany smířit.
- Obraz 4: Dr. Galén se své léčbě, která přináší neuvěřitelné výsledky, zcela oddává (např. velmi málo jí). První asistent prof. Sigelia chce vydělávat na tom, že bude podvodně léčit nemocné – nezná sice složení Galénova léku, ale chce vyrobit vizuálně podobný pseudolék, který by nemocným podával na své budoucí soukromé praxi, s čímž prof. Sigelius souhlasí. Kliniku navštíví odborníci z cizích států a gratulují prof. Sigeliovi k úspěšné léčbě, přestože ten paradoxně o léčbě neví nic a je stále nervóznější, protože mu dr. Galén nejen odmítá sdělit složení léku, ale také odmítá léčit profesorova bohatého známého.
- Obraz 5: Kliniku navštíví Maršál, aby se podíval na nemocné (a dr. Galéna v této době tam zřízenci nechtějí pustit). Prof. Sigelius vyjadřuje svůj obdiv k Maršálovi, přičemž se o dr. Galénovi vyjadřuje pouze jako o zasloužilém spolubojovníkovi. Ten žádá po novinářích, aby napsali, že pouze dr. Galén umí léčit bílou nemoc, ale že svůj lék poskytuje pouze bezmocným chudým osobám, zatímco bohaté osoby léčit odmítá – ti totiž mají vliv, který musejí použít k přesvědčení politiků, aby státy uzavřely věčný mír a odzbrojily. Teprve potom bude dr. Galén ochoten léčit i jiné než nemajetné lidi. Prof. Sigelius tuto rezoluci dr. Galénovi vyčítá a chce znát složení a přípravu léku – dr. Galén odmítá ze svých podmínek ustoupit i přes výčitky, že lékař má sloužit lidem a nestarat se o politiku. Zásadovost dr. Galéna vede prof. Sigelia k tomu, aby ho definitivně vyhodil z kliniky i přes to, že riskuje její právě nabytou pověst jediného ústavu, který nemoc umí léčit.

### 2. jednání
- Obraz 1: Opět jsme v rodině. Otec je rád, že proti bílé nemoci existuje lék. Zároveň má radost, že úmrtí jeho bývalých představených vedlo k tomu, že on sám je povýšen na ředitele účtárny Krügovy zbrojovky (je tím pádem vděčen za malomocenství, protože jinak by své nové místo nedostal) a svými názory se tak blíží svým dětem. Zároveň je proti podmínkám dr. Galéna a naopak se staví na stranu Maršála, který razantně prosazuje válku, protože na tuto vítěznou válku je stát vybaven, zatímco přerušením zbrojení by přišlo o práci 200 000 lidí. Brzy po svém nadšeném projevu se však dozvídá, že jeho manželka má také bílou nemoc.
- Obraz 2: Otec rodiny jde s matkou za dr. Galénem. Na začátku návštěvy otec prohlásí, že dá všechno pro to, aby byla v pořádku – ale když po něm dr. Galén chce, aby se přimluvil za mír a vzdal se významné funkce ve zbrojovce, odmítne, protože ho také živí válka. Dr. Galén za těchto okolností odmítne léčbu poskytnout, načež ho otec označí za bezcitného padoucha.
- Obraz 3: Baron Krüg navštěvuje prof. Sigelia a poskytuje mu finance na léčbu bílé nemoci, přičemž ví, že jediným, kdo umí léčit, je dr. Galén. Prof. Sigelius mu nadšeně vykládá o nařízení, které brzy vyjde: jeho podstatou je izolace nemocných v táborech, kde postupně pod lékařským dozorem zemřou a nemoc se tak nebude šířit dál. Krüg vzápětí vyjeví, že on sám je také stižen bílou nemocí.
- Obraz 4: Baron Krüg navštěvuje dr. Galéna, přičemž se vydává za chudého člověka. Dr. Galén ho však vzápětí pozná a vede s ním rozhovor, ve kterém se baron Krüg svěřuje se svým strachem z bílé nemoci – dr. Galén ho ujistí, že i skrz něj má ve svém boji za mír dobré spojence: samotnou bílou nemoc a strach z ní. Barona Krüga je ochoten léčit za podmínky, že ten zastaví výrobu zbraní ve svých továrnách a začne přes svoje význačné známosti propagovat mír. To baron Krüg odmítne a opustí ordinaci.
- Obraz 5: Baron Krüg navštěvuje Maršála a informuje ho o jak výrobě válečného materiálu ve svých továrnách, tak i o tom, že on sám je nemocný a jakou podmínku mu dr. Galén dal, aby ho začal léčit. Maršál nabízí, že by dr. Galéna přelstili pouze dočasným pozastavením výroby zbraní, ale v baronovi se vzbudí šlechtická čest a snaží se Maršála zapřísahat, aby válku odvolal a přestal zbrojit. Maršál to však odmítne a s povýšeneckým prohlášením, že on se nemoci nebojí, ho naopak donutí dále zvýšit zbrojní výrobu a slíbit mu to rukoudáním.
- Obraz 6: Dr. Galén navštěvuje Maršála v jeho pracovně. Ten se ho snaží uplatit tím, že zabere blízkou nemocnici a vytvoří z ní Státní ústav pro léčbu Čengovy nemoci, kde by dr. Galéna ustavil primářem; po jeho odmítnutí se neúspěšně pokusí o vyhrožování. Dr. Galén vysvětluje svou motivaci tím, že coby vojenský lékař za války viděl mnoho mrtvých. Maršál oponuje, že on přivedl z boje vítěze a hrdiny, a dr. Galén podotkne, že on viděl zase ty, kteří se už z bitvy nevrátili. Na Maršálovu snahu o lék aspoň pro barona Krüga opět dr. Galén namítne, že Maršál má moc odvolat chystanou válku – ale když už se schyluje k tomu, že Maršála přesvědčí, přijde telefonát, že baron Krüg se zastřelil. Maršál tak nemusí dr. Galénovi vyhovět.

### 3. jednání
- Obraz 1: Při poradě Maršála s ministrem propagandy zazní, že občané stále silněji volají proti válce a chtějí lék na bílou nemoc. Společnost je však rozdělena: mladí jsou spíše s Maršálem pro válku, starší jsou spíše s dr. Galénem proti válce a pro léčbu nemoci. Maršál si s ministrem propagandy domluví další postup tak, aby krátká vítězná válka mohla proběhnout.
- Obraz 2: Maršál oznámí shromážděným davům, že právě bez vyhlášení rozběhl válku, přesněji řečeno trestnou výpravu proti „malému, mizernému, provokujícímu státečku a jeho méněcennému národu“. Při svém demagogickém projevu, podle nějž je jeho národ v právu, se bije v prsa – a uvědomí si, že na hrudníku nic necítí a že tedy i on má bílou nemoc. Maršálova dcera Anetta a Krügův syn Pavel se ho snaží uklidnit, přestože nemocný začíná v návalu zoufalství říkat stále větší nesmysly. Pavel oznámí, že i on sám večer narukuje do boje. Do toho přichází špatné zprávy z bojiště, kdy se napadený malý státeček houževnatě brání a má na cestě posily od přátel, takže odhadovaná týdenní válka se protáhne na více než šest týdnů a Maršál se zřejmě nedožije jejího vítězného konce, takže ten propadá osobnímu zoufalství. Anetta s Pavlem ho přemlouvají, aby přijal Galénovy podmínky a ustoupil od války, a Maršál se po emotivní výměně názorů rozhodne z čela válčícího národa přejít do čela miliónů malomocných, kteří jsou také v právu na vlastní život. Telefonicky tedy sám přivolá dr. Galéna, souhlasí s jeho podmínkou a rozhodne se rozpustit dvacet let budovanou největší armádu na světě.
- Obraz 3: Na náměstí se dr. Galén prodírá zfanatizovaným davem směrem k Maršálovu paláci. Odmítá podporovat jejich skandování ve prospěch války, naopak volá, že musí být mír. Ostatní členové davu ho vzápětí označí za zrádce národa a ve vzteku ho ubijí. Z obsahu jeho kufříku zjistí, že to byl „nějakej doktor“ a syn, kterého známe z pasáže o rodině, ampulky s lékem rozbije o zem a rozšlape – a tím nevědomky odsoudí k smrti nejen Maršála, ale i svou matku.

## Divadelní podoba hry v Národním divadle
- 29. ledna 1937 – 29. června 1938 (počet představení: 84×, Stavovské divadlo a Národní divadlo)

režie: Karel Dostal
scéna: Vlastislav Hofman
obsazení hlavních rolí:
prof. Sigelius: Bedřich Karen
dr. Galén: Hugo Haas
Maršál: Zdeněk Štěpánek
- 3. dubna 1957 – 21. června 1960 (96×, Národní divadlo)

režie: František Salzer
scéna: František Tröster
obsazení hlavních rolí:
prof. Sigelius: Bedřich Karen, Ladislav Boháč
dr. Galén: František Smolík, Jaroslav Průcha
Maršál: Zdeněk Štěpánek, Vítězslav Vejražka, Otakar Važanský
- 8. listopadu 1968 – 27. dubna 1970 (58×, Tylovo divadlo)

režie: Evžen Sokolovský
scéna: Ladislav Vychodil
obsazení hlavních rolí:
prof. Sigelius: Jaroslav Marvan
dr. Galén: Ladislav Pešek
Maršál: Vítězslav Vejražka, Jan Pivec
- 21. února 1980 – 5. října 1980 (15×, poté zakázáno a staženo z repertoáru, Tylovo divadlo)

režie: Miroslav Macháček
scéna: Josef Svoboda
obsazení hlavních rolí:
prof. Sigelius: Radovan Lukavský
dr. Galén: Josef Kemr
Maršál: Josef Somr
baron Krüg: Rudolf Hrušínský

## Operní podoba
Dílo adaptoval do opery Biela nemoc slovenský skladatel Tibor Andrašovan.

## Filmová podoba
Stejnojmenný film měl premiéru 21. prosince 1937, jeho děj byl s ohledem na rozdílnou dramaturgii filmu oproti divadlu mírně upraven. Na rozdíl od divadelní hry má šťastný konec, kdy je Maršál internován v táboře pro nemocné, ale dr. Galén před svou smrtí stihl prozradit složení léku dr. Martinovi ze sousední země, takže lidstvo je zachráněno. Herecky film téměř kopíruje podobu z Národního divadla.
režie: Hugo Haas
obsazení hlavních rolí:
prof. Sigelius: Bedřich Karen
dr. Galén: Hugo Haas
Maršál: Zdeněk Štěpánek
baron Krüg: Václav Vydra st.

## Rozhlasová podoba
Československý rozhlas natočil hru v roce 1958, její zvuková podoba má stopáž 2 hodiny a 24 minut. Herecké obsazení částečně kopíruje inscenaci z Národního divadla podle režiséra Františka Salzera.
rozhlasový scénář: Vladimír Procházka
dramaturgie: Dalibor Chalupa
hudba: Miroslav Ponc
režie: Jiří Roll
obsazení hlavních rolí:
prof. Sigelius: Bedřich Karen
dr. Galén: František Smolík
Maršál: Zdeněk Štěpánek
baron Krüg: Jan Pivec
otec: Bohuš Hradil
matka: Božena Půlpánová
syn: Jaroslav Mareš
dcera: Lída Plachá
první asistent: Josef Gruss
druhý asistent: Václav Švorc
novinář u prof. Sigelia: Karel Pech
novinář u dr. Galéna: Luděk Munzar